# Hopetoun House
Hopetoun House est un château du XVIIIe siècle situé en Écosse à une vingtaine de kilomètres à l'ouest d'Édimbourg, près de South Queensferry.

## Histoire

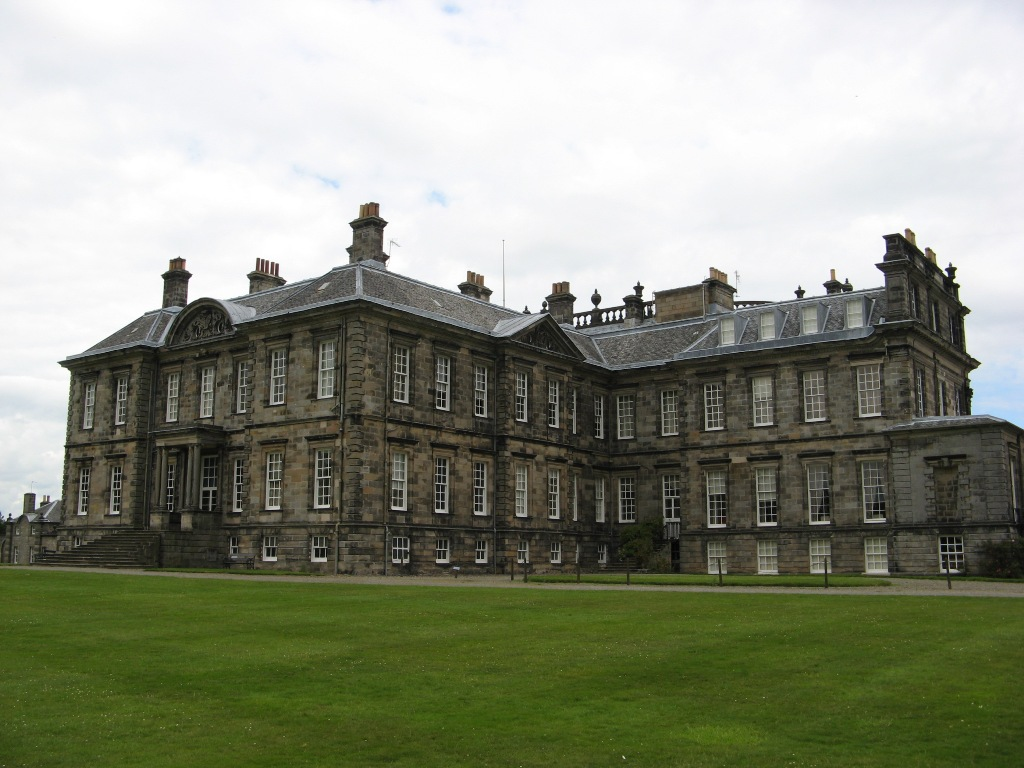
Détail de la façade sur le parc, due à Sir William Bruce

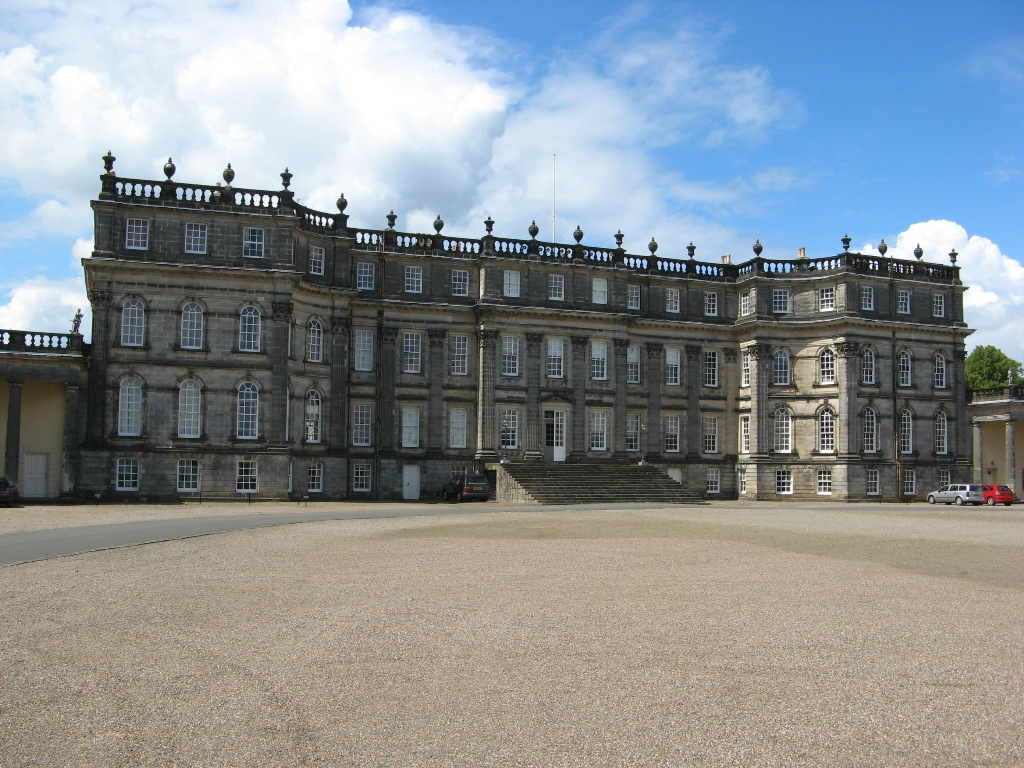
Détail de la façade sur cour, due à William Adam

Le château a été commencé par William Bruce en 1699-1701. Il a été considérablement agrandi par William Adam entre 1721 et 1748. Les aménagements internes ont été achevés par ses fils John et Robert Adam entre 1748 et 1752.
Le parc a été dessiné par William Adam en 1725 et complété à la fin du XVIIIe siècle. Il comporte un ha-ha.

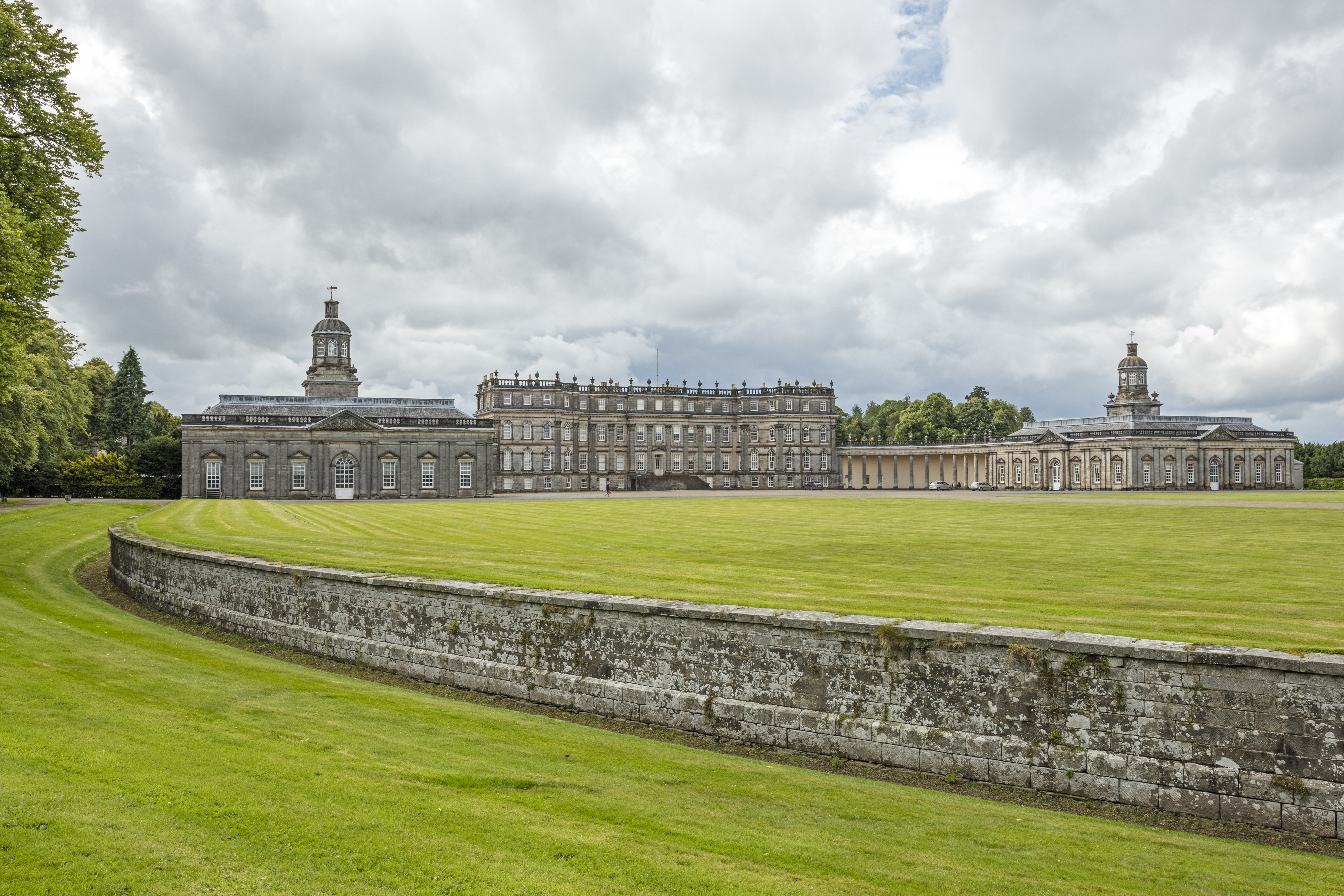
Le ha-ha

Le château et le domaine ont été créés pour la famille Hope (en), qui les a conservés directement jusqu'au XXe siècle. En 1974, la propriété a été transférée à une fondation qui a pour mission d'en assurer la conservation et la gestion, mais l'actuel comte d'Hopetoun et sa famille vivent toujours dans le château.
Le château et son parc sont ouverts aux visiteurs et de nombreuses activités leur sont proposées. Les salles sont louées pour des mariages, des séminaires et d'autres événements et le château accueille aussi des tournages de films.